# OTAN Quint

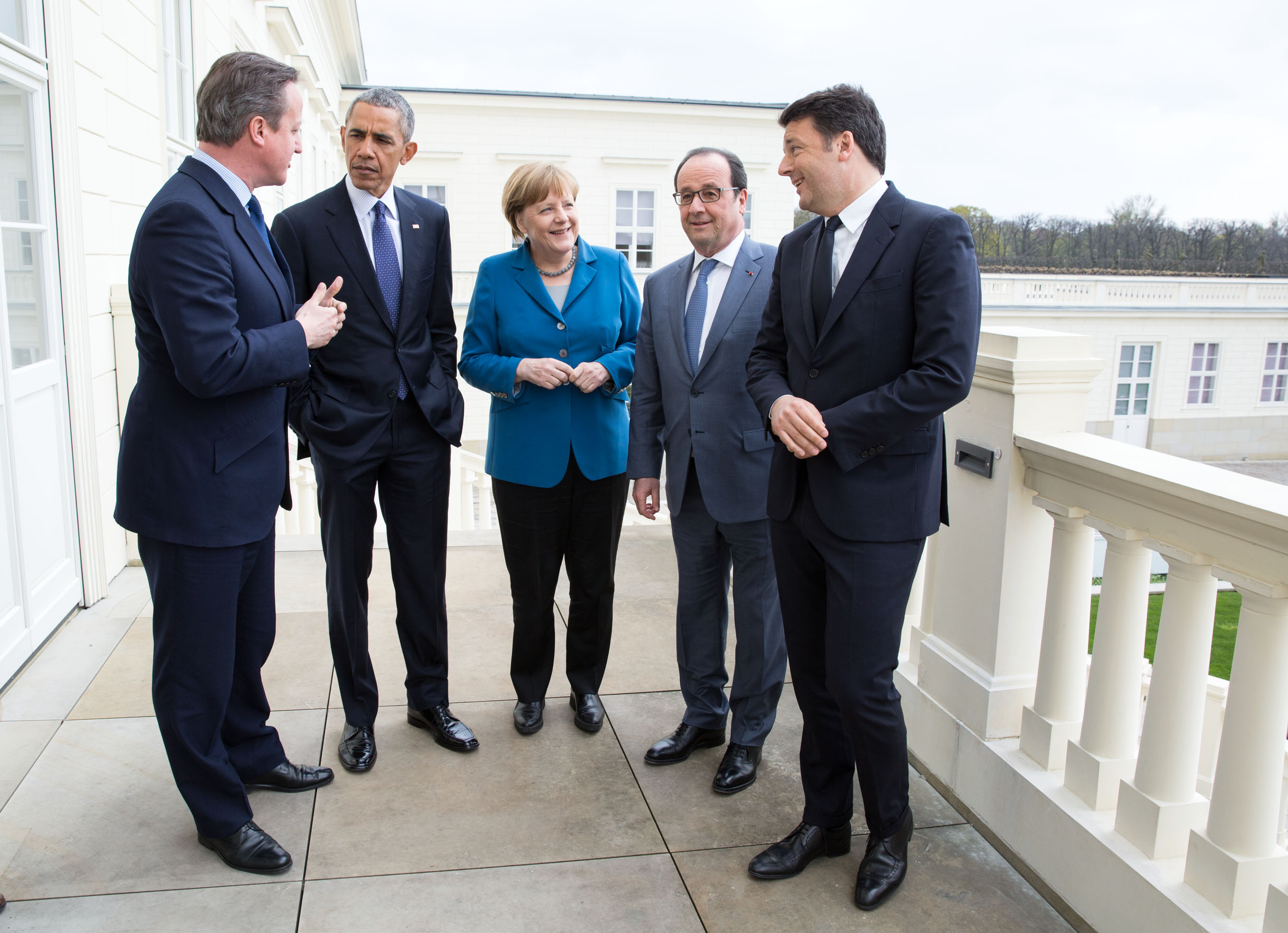
David Cameron, Barack Obama, Angela Merkel, François Hollande y Matteo Renzi durante una cumbre informal en Hannover, abril de 2016.

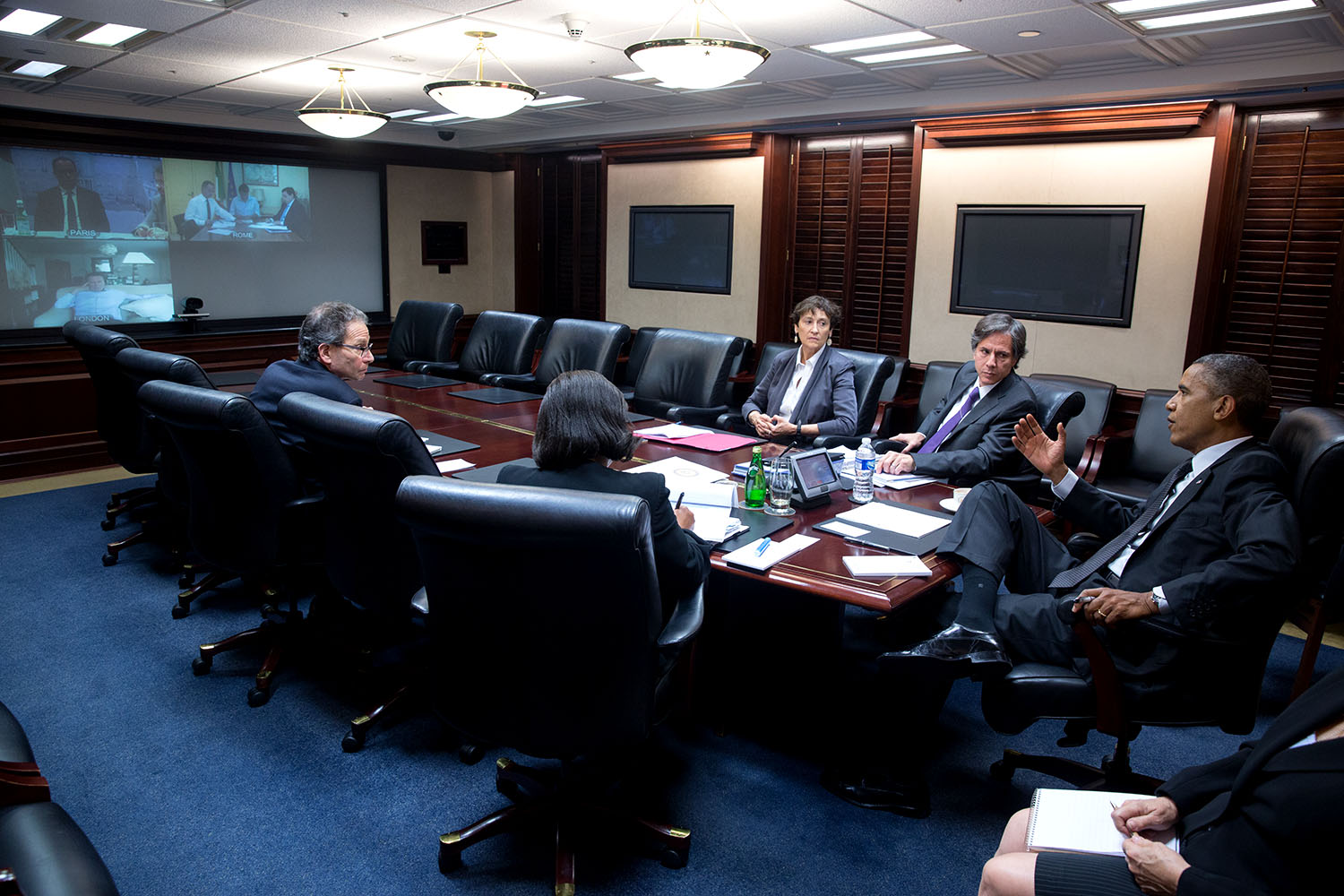
Barack Obama, Angela Merkel, Matteo Renzi, David Cameron y Francois Hollande participando en una video teleconferencia.

El Quint es un grupo informal de toma de decisiones que consta de cinco potencias occidentales: los Estados Unidos y "los cuatro grandes" de Europa (Alemania, Francia, Italia y el Reino Unido). Actualmente, opera como un "Directorio" de diversas entidades como el G-7, el G-12 y la OTAN.
La idea de un eje trilateral sobre cuestiones de política exterior fue propuesta por el presidente francés Charles de Gaulle a sus homólogos británicos y estadounidenses ("Plan Fouchet"). Sin embargo, ese plan nunca fue implementado. Las reuniones entre los cancilleres de los tres países y Alemania Occidental se conocían como reuniones "Quad" alrededor de 1980. Fueron en gran medida simbólicas y nunca dieron lugar a ninguna decisión real. El Quint en su forma actual parece haber comenzado como el Grupo de Contacto con la exclusión de Rusia. Hoy en día, los líderes Quint discuten los principales temas internacionales y participan en videoconferencias, una vez cada dos semanas o reunidos entre sí, en diversos foros como el G-7, el G-12, la ONU, la OSCE y la OTAN.